# Козіма Вагнер
Козіма Вагнер (нім. Cosima Wagner, ім'я при народженні Франческа Гаетана Козіма Ліст, Francesca Gaetana Cosima Liszt; 24 грудня 1837, Белладжо, Ломбардо-Венеційське королівство — 1 квітня 1930, Байройт, Баварія, Веймарська республіка) — співзасновниця і багаторічна керівниця Байройтського фестивалю, друга дружина і муза німецького композитора Ріхарда Вагнера (1813—1883).
Козіма була дочкою угорського композитора і піаніста Ференца Ліста. У 1857 році вона вступила в шлюб з диригентом Гансом фон Бюловим, народила двох дітей. У 1863 році почався роман з Вагнером, і в 1870 році вони одружилися. З ним Козіма заснувала Байройтський фестиваль, призначений для постановок вагнерівських опер в повній відповідності до задуму композитора. Після смерті Вагнера в 1883 році Козіма очолила Байройтський фестиваль, присвятивши решту свого життя збереженню і прославлянню його спадщини.
Козіма Вагнер була переконана в необхідності дотримуватися оригінальних задумів композитора і протистояла будь-яким театральним інноваціям. Цього підходу дотримувалися і її спадкоємці вже після відходу Козіми від керівництва фестивалем в 1907 році. Через це, а також через те, що Козіма розділяла націоналістичні і антисемітські погляди свого чоловіка, її спадщина викликає суперечливі оцінки.

## Сім'я і дитинство

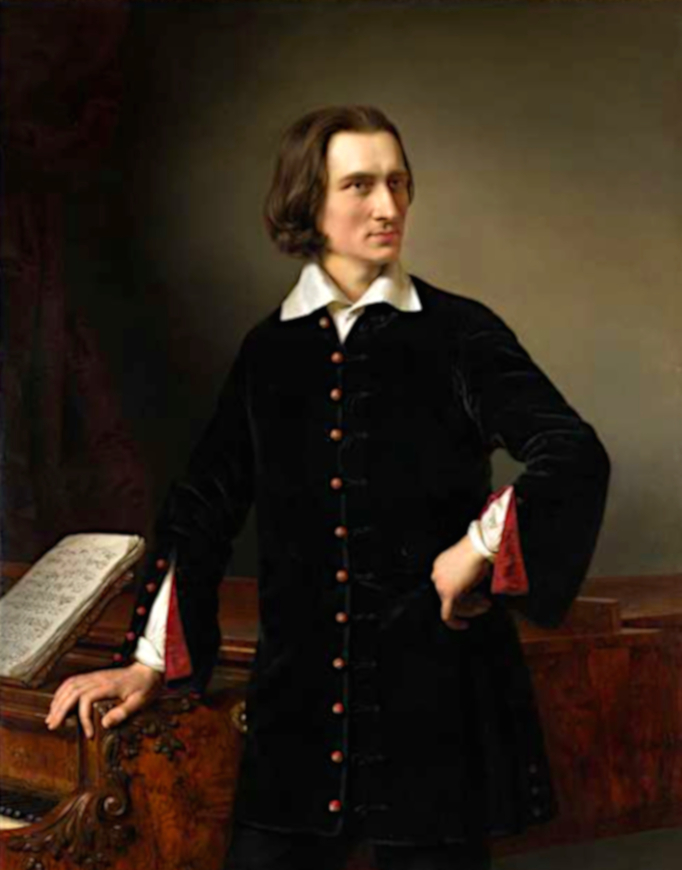
Ференц Ліст в 1847 році

Франческа Гаетана Козіма Ліст була другою дочкою композитора Ференца Ліста, якому в той час було 26 років, і французької письменниці та світської дами Марії д'Агу. Батьки не перебували в шлюбі. Заради Ліста, який був молодший за неї на 6 років, Марія розлучилася з графом Шарлем д'Агу і покинула Париж, де вони проживали. Ліст багато гастролював Європою, і Марія подорожувала разом з ним. Козіма народилася 24 грудня 1837 року в готелі на італійському курорті Белладжо і отримала ім'я на честь святого Косми, покровителя лікарів. Батьки продовжили подорож Європою, залишивши Козиму і її старшу сестру Бландіну під опікою годувальниці, що було поширеною практикою в той час. У 1839 році у Ліста та д'Агу народилася третя дитина і єдиний син Даніель.
У 1839 році Марія спробувала повернутися в Париж разом з дочками, але її мати відмовилася визнати позашлюбних дітей. Це означало і неможливість відновити колишнє положення в суспільстві. Дочки Ліста стали жити у його матері Анни, пізніше до них приєднався і Даніель. У наступні роки відносини між Лістом і д'Агу зіпсувалися, і до 1845 року вони спілкувалися тільки через посередників. Ліст заборонив матері і дочкам спілкуватися одна з одною, і незабаром Марія припинила спроби домогтися зустрічі. Хоча вони жили в одному місті, вони змогли зустрітися лише через п'ять років — в 1850 році.

## Юність
За словами біографа Козіми Джорджа Марека, Анна Ліст була «простою, неосвіченою, наївною, але доброю жінкою». Сестра Бландіна була гарнішою, Козіма з довгим носом і широким ротом виглядала «гидким каченям». Ставлення батька до дітей було прохолодним, але він дбав про те, щоб вони отримали хорошу освіту. Дочки були влаштовані в привілейовану закриту школу мадам Бернар.
У 1847 році батько познайомився з Кароліною Вітгенштейн, дружиною російського генерала, що вже жила окремо від чоловіка. До осені 1848 року в них зав'язався роман, Кароліна стала супутницею Ліста до кінця його життя. Коли у 1850 році батько до свого обурення дізнався, що його дочки бачаться з матір'ю, за його вказівкою Кароліна забрала їх зі школи і помістила під нагляд своєї 72-літньої колишньої виховательки мадам Патерсі. Мадам Патерсі наглядала за Бландіною і Козімою протягом 4 років. Біограф Козіми Олівер Гілмс порівнював її виховання у мадам Патерсі з виїздкою коней, однак на думку Марека воно, хоча і суворе, врешті виявилося позитивним для Козіми, яка отримала необхідні навички для життя.
10 жовтня 1853 року батько відвідав будинок мадам Патерсі, вперше з 1845 pоку побачивши своїх дочок. Разом з ним приїхали два інших композитора — Гектор Берліоз і Ріхард Вагнер. За спогадами присутньої при цьому дочки Кароліни Марі, Козіма була «в гіршій порі дорослішання, висока і незграбна, з землистим кольором обличчя … вся в батька. Тільки її довге золоте волосся з незвичайним відблиском було прекрасним». Після сімейного застілля Вагнер прочитав присутнім уривок з останнього акту майбутньої «Загибелі богів». Козіма не справила на нього враження, у щоденнику він тільки зазначив, що обидві дівчини були дуже сором'язливі.

## Шлюб з Гансом фон Бюловим

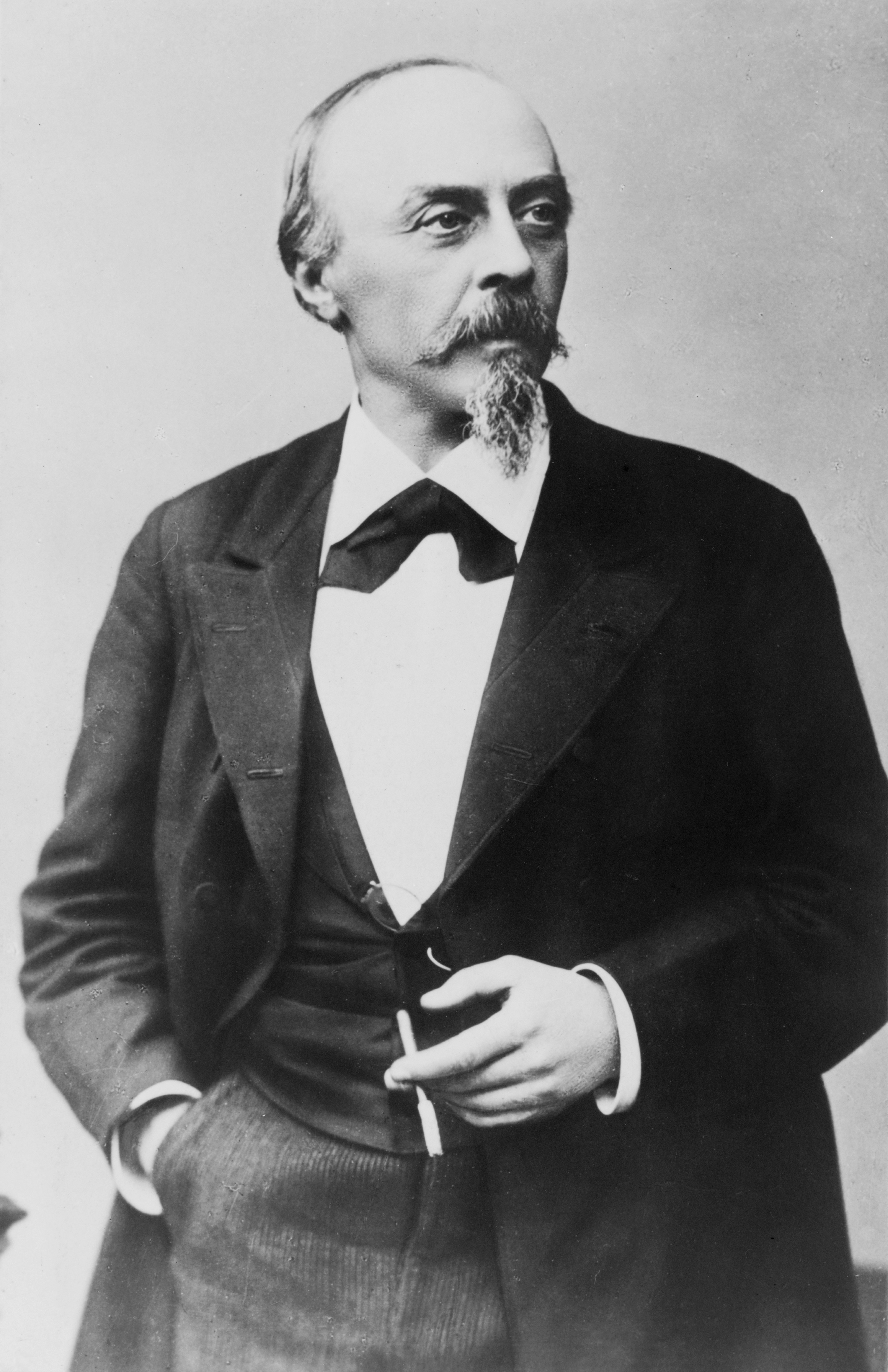
Ганс фон Бюлов

Коли його дочки почали дорослішати, Ліст влаштував їх переїзд в Берлін незважаючи на гнівні протести матері. У Берліні вихователем дівчат стала Франциска фон Бюлова, чий син Ганс, піаніст і диригент, був найбільш видатним учнем Ліста. Ганс теж брав участь у вихованні дівчат — давав їм музичну освіту. Бюлов був вражений прогресом Козіми, і скоро у них розвинулися романтичні відносини. Ліст поставився до цього з схваленням, а 18 серпня 1857 року в берлінському соборі Святої Ядвіги Ганс і Козіма одружилися. У медовий місяць Ганс, Козіма і її батько відвідали Вагнера в його будинку під Цюріхом. У наступному році вони знову відвідали Вагнера, і перед прощанням Козіма вразила його емоційною сценою, про яку композитор згадував: «Вона впала на коліна і покрила мої руки сльозами і поцілунками. … Я розмірковував над таємницею, яку не міг осягнути».
Козіма, що отримала виховання в Парижі, не могла звикнути до життя в Берліні, у той час відносно провінційному місті. Її старанням взяти участь у місцевому суспільному житті, за спогадами Марі Вітгенштейн, заважали «завищена самооцінка і вроджена уїдливість». Принаймні перший час Козіма проявляла інтерес до кар'єри чоловіка, переконуючи його більше часу приділяти музиці. Один раз вона вигадала для нього лібрето опери з життя легендарного чарівника Мерліна, яке, однак, не отримало ніякого розвитку. Через завантаженість Бюлова концертною діяльністю Козіма довго залишалася вдома сама і у цей період писала статті й робила переклади для франкомовного журналу Revue germanique. У грудні 1859 року після довгої хвороби помер її двадцятирічний брат Даніель. У його честь дочка Козіми, яка народилася 12 жовтня 1860 року, була названа Даніелою. У 1862 році її спіткало нове горе: Бландіні, яка була одружена з юристом і майбутнім прем'єр-міністром Франції Емілем Олів'є, померла при пологах. Друга дочка Козіми, яка народилася в березні 1863 року, отримала ім'я Бландіні Елізабет Вероніка .
Бюлов був гарячим шанувальником Вагнера: у 1858 році він готував вокальну партитуру для «Трістана та Ізольди», а у 1862 році робив чистовий екземпляр партитури «Нюрнберзькі мейстерзінгери». Їхні стосунки стали дружніми, і у 1862 році фон Бюлови гостювали у Вагнера у Вісбадені. У щоденнику Вагнер описує, як Козіма «перетворювалася» під час виконання ним «Прощання Вотана» з «Валькірії». У самого Вагнера в той період особисте життя була неспокійне: він був все ще одружений з актрисою Міною Планер (вона померла в 1866 році) і мав кілька романів на стороні. 28 листопада 1863 року Вагнер відвідав Берлін. Поки фон Бюлов репетирував концерт, Вагнер і Козіма вирушили у екіпажі в довгу поїздку по Берліну і між ними сталося бурхливе пояснення.

## Шлюб з Вагнером

### Мюнхен і Трібшен

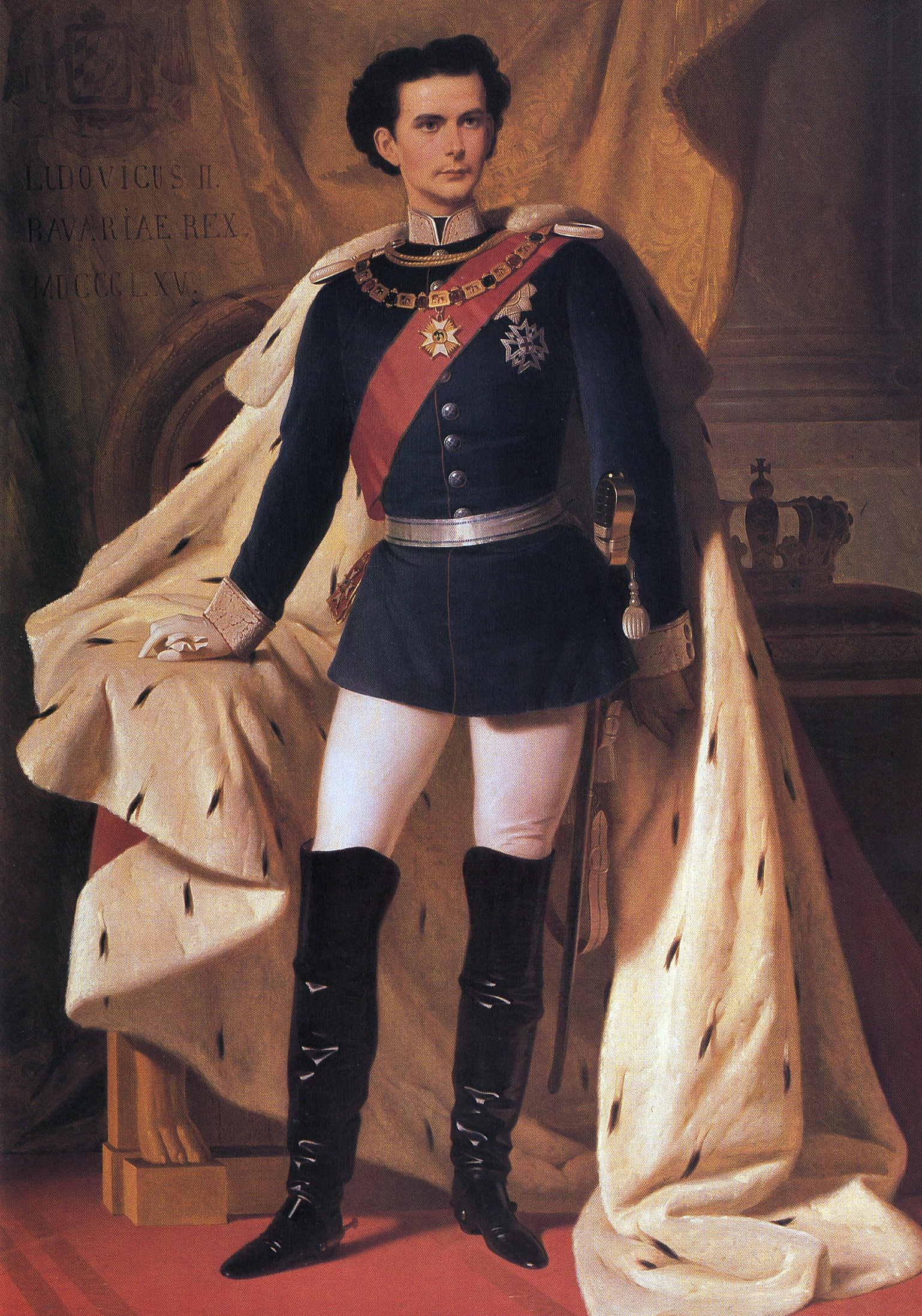
Людвіг II Баварський

У 1864 році матеріальне становище Вагнера виправилося завдяки новому патрону, вісімнадцятирічному Людвігу II, що вступив на баварський престол. Він оплатив борги композитора і призначив йому щорічне щедре утримання. Монарх також подарував Вагнеру особняк в Мюнхені й другий будинок на березі Штарнберзького озера. За порадою Вагнера Бюлов прийняв пропозицію стати «королівським піаністом» при дворі Людвіга, він з дружиною переїхав до Мюнхена і придбав будинок недалеко від Вагнера, нібито для того, щоб Козіма могла працювати секретарем Ріхарда. З 29 червня 1864 року Козіма і Ріхард провели більше тижня разом на Штарнберзькому озері, поки до них не приєднався Ганс. За спогадами покоївки Вагнера, «було видно, що між фрау Козімою і Ріхардом Вагнером щось відбувається». Вона також розповідає, як одного разу Бюлов виявив дружину в спальні Вагнера, але не зажадав пояснень ні від неї, ні від нього. Дев'ять місяців потому, 10 квітня 1865 року Козіма народила дочку Ізольду. Бюлов настільки обожнював Вагнера, що визнав дитину своєю і зареєстрував як «законну дочку» Ганса і Козіми фон Бюлових. У тому ж році 10 червня фон Бюлов диригував прем'єрою «Трістана та Ізольди» в Баварській опері.
Вплив Вагнера на Людвіга починав викликати все більше обурення в оточенні монарха. Коли Вагнер зажадав від короля звільнити одночасно кабінет-секретаря і прем'єр-міністра, невдоволення досягло межі, і Людвіг був змушений вислати Вагнера з Баварії. Однак він продовжував підтримувати композитора матеріально. У березні 1866 року Вагнер прибув до Женеви, а пізніше відправився у Люцерн і там, у містечку Трібшен, арендував розташований на березі озера заміський будинок. Витрати по оренді оплатив король .

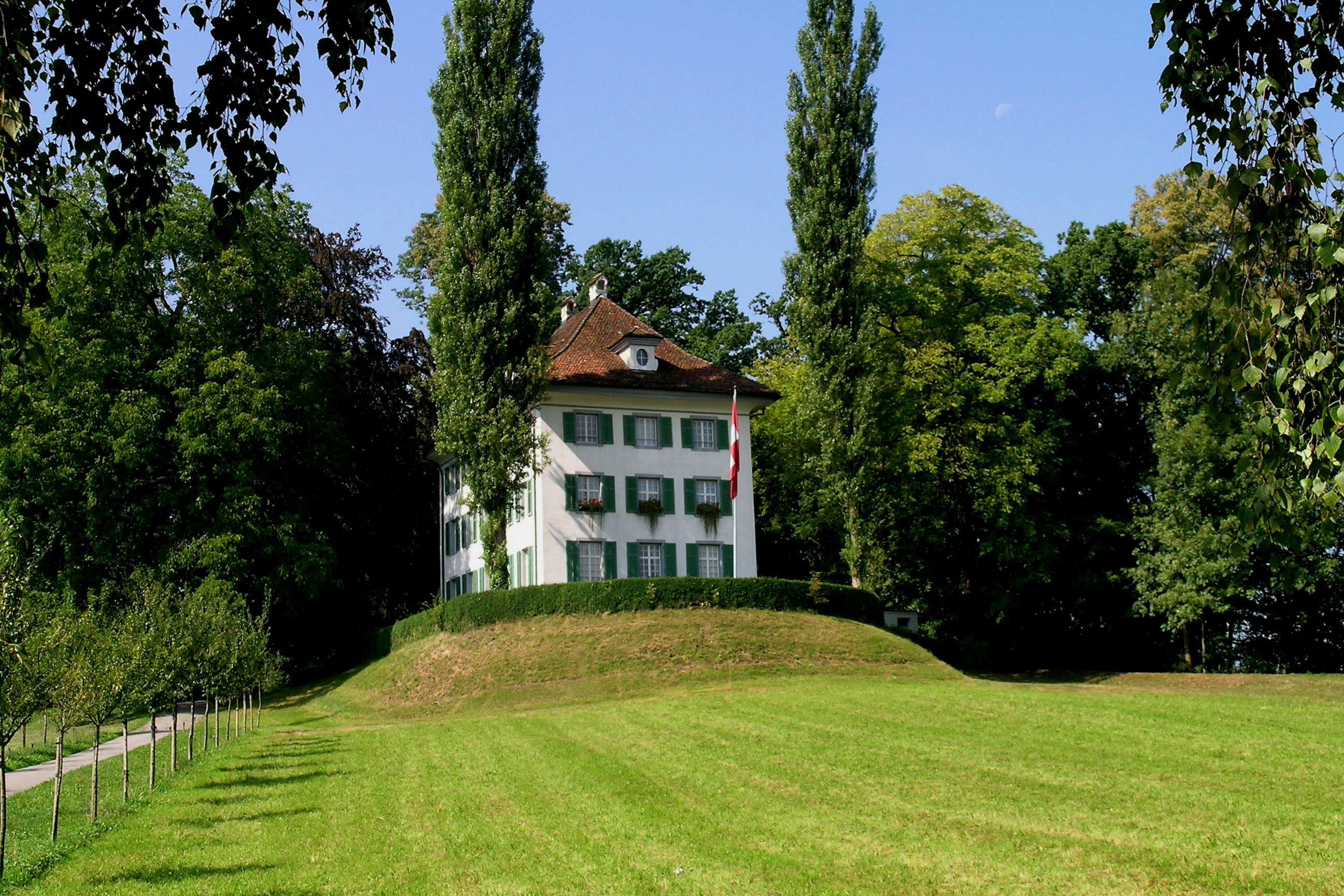
Вілла Трібшен в Швейцарії, де Вагнер жив з 1866 по 1872 рік

На запрошення Вагнера фон Бюлов з дітьми прибули у Трібшен на літо. На короткий час фон Бюлови повернулися до Мюнхена, і потім Ганс відбув у Базель, а Козіма знову приїхала у Трібшен. У цей період фон Бюлов написав одному другові: «з лютого 1865 у мене не було жодного сумніву щодо вкрай делікатної природи цієї ситуації». Щоб захистити Козіму від публічного скандалу, Вагнер обманом переконав Людвіга зробити в червні 1866 року заяву про чистоту шлюбу фон Бюлових і кару, яка обрушиться на того, хто посміє стверджувати інше. До цього часу Козіма була вагітна другою дитиною від Ріхарда — дочкою, яка народилася у Трібшені 17 лютого 1867 року і яка отримала ім'я Єва. Тим часом Бюлов, призначений директором Баварської опери і як раніше відданий Вагнеру, керував приготуваннями до прем'єри «Нюрнберзькі мейстерзінгери». 21 червня 1868 року вона з успіхом пройшла під керуванням Бюлова. Незабаром після цього Козіма приїхала у Трібшен. Вагнер пояснив це королю тим, що вона не могла виносити постійних образ у Мюнхені й бажала усамітнення.

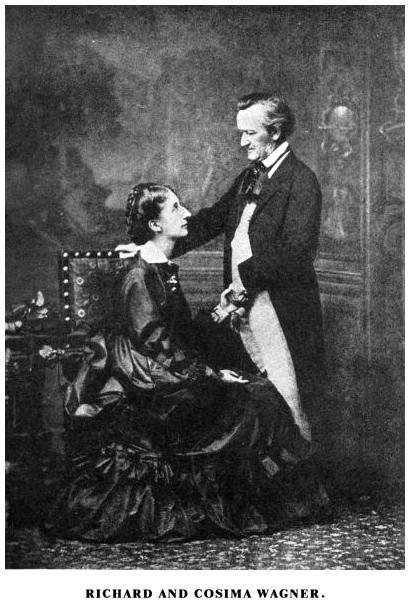
Ріхард і Козіма Вагнер. Фотографія 1872 року

У жовтні 1868 року Козіма попросила у чоловіка розлучення. Спочатку фон Бюлов відмовлявся його дати, а відсутність дружини пояснював стороннім її поїздкою до зведеної сестри у Версаль. У червні 1869 року, відразу після народження її третьої і останньої дитини від Ріхарда — Зігфріда, Козіма написала фон Бюлову, за її словами, в «останній спробі досягти порозуміння». У відповідному листі Бюлов визнавав, що Козіма «присвятила скарби свого серця і розуму вищій суті». Через необхідність дотримання юридичних процедур шлюб остаточно був розірваний берлінським судом 18 липня 1870 року. Після розлучення фон Бюлов припинив контакти з Вагнером і Козімою, він ніколи більше не розмовляв з першим і найближчі одинадцять років — з другою.
25 серпня 1870 року Ріхард і Козіма повінчалися у протестантській церкві, хоча Козіма, хрещена в католицтві, перейшла у лютеранство тільки через два роки. Ліст не був сповіщений про шлюб заздалегідь і дізнався про нього з газет. 25 грудня, в день, коли Козіма завжди відзначала свій день народження, хоча він насправді припадав на 24 число, вона прокинулася від звуків музики. На сходах будинку у Трібшені запрошений Вагнером камерний оркестр виконував твір, який став відомим як «Зігфрід-ідилія».

### Байройт
Обман, який стосувався природи відносин Ріхарда і Козіми, серйозно позначився на його дружбі з Людвігом. Крім того, Людвіг, всупереч запереченням композитора, наполягав на тому, щоб дві завершені опери з циклу «Перстень Нібелунга», «Золото Рейну» і «Валькірія», були поставлені як можна швидше. На думку самого композитора, постановка була можлива тільки після повного завершення всього циклу. На превелике незадоволення Вагнера прем'єри обох опер відбулися відповідно 22 вересня 1869 року і 26 червня 1870 року за управлінням Франца Вюльнера. Це зміцнило переконання композитора в тому, що йому необхідні власний театр і можливість самому повністю контролювати художній процес. 5 травня 1870 року Козіма, як випливає з її щоденника, порадила Ріхарду «подивитися у енциклопедії статтю про Байройті» (назву міста вона написала з помилкою: Baireuth) . У квітні 1871 року вони здійснили поїздку в Байройт і відразу прийняли рішення побудувати тут театр і оселитися .
Свій перший фестиваль Вагнер призначив на 1873 рік, визначивши Байройт місцем прем'єри нібелунгського циклу. Міська рада подарувала композиторові велику земельну ділянку на пагорбі з видом на місто, щоб на ньому був побудований театр. Людвіг відмовився фінансувати проєкт, завершення будівництва театру і дата першого фестивалю неодноразово зсувалися, але у 1874 році король надав потрібну позику. Разом з театром був побудований і заміський будинок, відомий як Ванфрід, в який сім'я Вагнерів в'їхала 18 квітня 1874 року . 1875 року будівництво театру було завершено.
У цей період Козіма перейшла у лютеранство. Ймовірно, єдиною причиною цього було бажання у всьому наслідувати Ріхарда. За словами Гілмса, «Козіма до смертної години залишалася набожною католичкою».

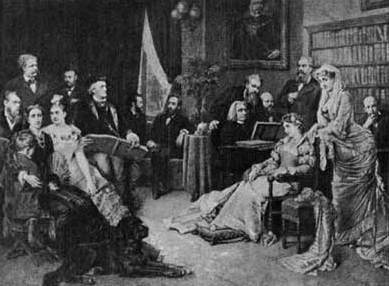
Сім'я Вагнерів на першому фестивалі в Байройті. Козіма, рукою обіймає Зігфріда, сидить зліва на передньому плані. Вагнер на задньому плані праворуч від неї. Ліст справа за роялем

У березні 1876 року Козіма дізналася, що Марі д'Агу померла у Парижі. Перебуваючи з чоловіком у Берліні, Козіма не змогла приїхати на похорон. Починаючи з червня, її записи у щоденнику майже повністю присвячені репетиції «Перстень Нібелунга» . Фестиваль пройшов з 13 по 30 серпня 1876 року і складався з трьох прем'єрних вистав нібелунзького циклу, на всіх виставах операми диригував Ганс Ріхтер.
Після завершення фестивалю Ріхард, Козіма і діти вирушили до Венеції і залишалися там до кінця року. Фестиваль приніс великі збитки і розчарував композитора, який всерйоз роздумував над закриттям проєкту. У наступному році Ріхард отримав запрошення дати серію концертів у Лондоні. Вагнери, залишивши дітей, провели там два місяці. Козіма зустрічалася з письменницею Джордж Еліот, поетом Робертом Браунінгом і художником Едвардом Берн-Джонсом; останній зробив кілька начерків для портрета Козімии. 17 травня Вагнери отримали аудієнцію у королеви Вікторії у Віндзорському замку .
Англійські гастролі не принесли великого прибутку, але стали джерелом натхнення для Вагнера. Після повернення він приступив до роботи над «Парсіфалем», яка зайняла наступні п'ять років . За словами композитора, він не міг скласти жодної ноти, якщо поруч не було дружини. Коли Вагнера обложили кредитори, які вимагали повернення виниклих через фестиваль боргів, Козіма переконала Людвіга надати позику, що дозволить виплатити борги і відкриє перспективи проведення другого Байройтського фестивалю. На святкування дня народження Козімо 25 грудня 1878 року Вагнер найняв оркестр, який виконав прелюдію до «Парсіфаль» і «Зігфрід-ідилію».
Робота над «Парсіфалем» сповільнилася через слабке здоров'я композитора, але в кінці 1880 року він оголосив, що наступний фестиваль відбудеться в 1882 році й буде повністю присвячений новому твору. Ріхард наполіг на тому, щоб «Парсифаль» ставився лише у Байройті, але натомість Людвіг зажадав, щоб на фестивалі диригував 1-й придворний капельмейстер Герман Леві. Це викликало обурення Вагнера, який заперечував проти того, щоб «християнською» оперою диригував юдей. Як Ріхард, так і Козіма були переконаними антисемітами. За припущенням Гілмса, Козіма успадкувала антисемітизм від свого батька, можливо, мадам Патерсі й, пізніше, від фон Бюлова, «першорядного антисеміта». На думку Марека, антисемітизм Козіми в значній мірі сформувався завдяки впливу Вагнера; за його підрахунками, в щоденнику Козіми євреї в негативному контексті згадуються в середньому на кожній четвертій сторінці з п'яти тисяч. Гілмс писав про відмінність між композитором, антисемітські погляди якого могли змінюватися з плином часу під впливом особистого досвіду, і Козимою, антисемітизм якої залишався незмінним. На думку музикознавця Томаса Грея, у роки, що послідували за смертю чоловіка, антисемітизм Козіми ще більш посилився.
Незважаючи на протести композитора, Леві став диригентом. Пізніше виконання «Парсіфаля» під керівництвом Леві було визнано еталонним. На другому Байройтського фестивалі «Парсіфаль» був виконаний шістнадцять разів. Вагнер особисто диригував останньою виставою. І сам композитор, і його дружина були задоволені другим фестивалем, а крім того він приніс прибуток. Критично про прем'єру нової опери відгукнувся Фрідріх Ніцше, колишній товариш і шанувальник, а згодом — противник Вагнера. Він вважав «Парсіфаля» гидотою і бачив в цьому провину Козіми, що розпустила композитора і вплинула на німецьку культуру, до якої вона не належала.

### Венеція і вдівство
По завершенні фестивалю сімейство Вагнерів відбуло до Венеції. Вагнерам потрібний був великий будинок, який міг би вмістити дітей, прислугу і дозволяти приймати гостей. Тому вони зняли особняк палаццо Вендрамін Калерджі, що виходив фасадом на Гранд-канал. Восени і взимку здоров'я Ріхарда погіршувалося. 12 лютого Козіма зробила останній запис в своєму щоденнику: вона повідомляла, що Ріхард читав «Ундіну» Фуке і грав на фортепіано плач Дочок Рейну з «Золота Рейну». 13 лютого, за спогадами Ізольди Вагнер, між Ріхардом і Козімою відбулася бурхлива сварка: Козіма ревнувала чоловіка до Керрі Прінгл, англічанки-сопрано, що співала у «Парсіфаль», з якою у композитора нібито був роман. У наш час немає ні доказів того, що цей роман існував, ні підтвердження розповіді Ізольди. Близько полудня у Вагнера стався серцевий напад, і тим же днем він помер.
Козіма провела біля тіла чоловіка більше доби, відмовляючись від відпочинку і їжі (втім, Карр припускає, що опис скорботи Козіми може бути перебільшений). Наступні два дні, поки тіло готували до похорону, Козіма теж майже весь час залишалася поруч. Вона попросила дочок обрізати їй волосся, яке було зашите в подушечку і покладене на груди покійному. 16 лютого похоронний кортеж виїхав з Венеції і через два дні прибув до Ванфрід. Після короткої служби композитор був похований в саду свого будинку. Місяці, що послідували за смертю чоловіка, Козіма провела в самоті, навіть з дітьми спілкуючись в основному по листуванню. Телеграму Козімі відправив і фон Бюлов, який написав їй: «Сестра, потрібно жити».

## На чолі Байройтського фестивалю

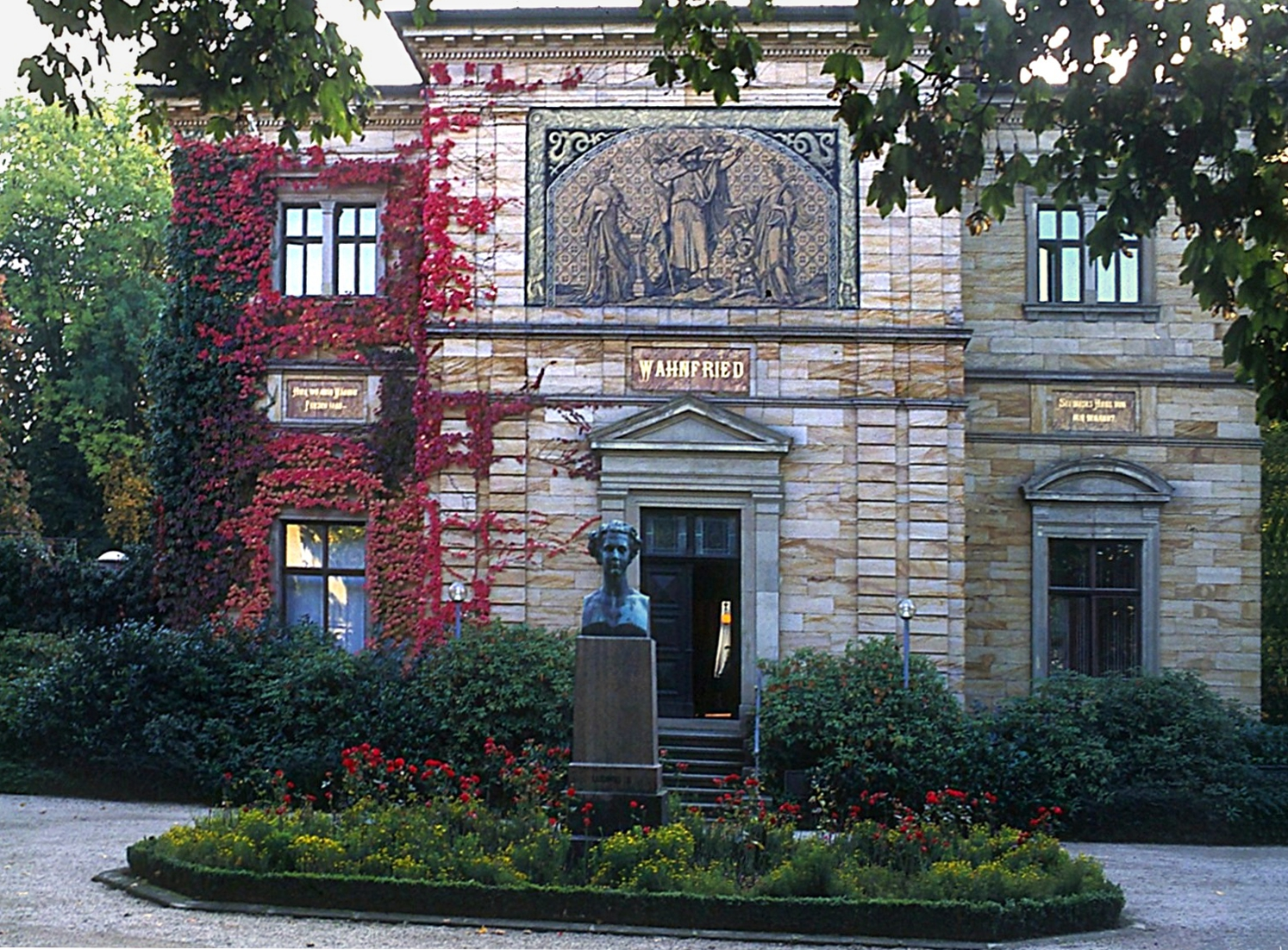
Ванфрід

Вагнер не залишив ні заповіту, ні якихось розпоряджень про долю Байройтського фестивалю після його смерті. Він писав: «Я … не можу уявити собі нікого, хто говорив би те, що повинно бути сказано на моє переконання … Я не можу покладатися практично ні на чию думку». Майбутнє фестивалю стало ще більш незрозумілим через відхід від справ Козіми, яка не спілкувалася ні з ким, крім дочок і свого друга Адольфа фон Гросса. Фестиваль 1883 року пройшов без Козіми і складався, як і замишляв Вагнер, з дванадцяти вистав «Парсіфаля». Художнім керівником фестивалю був бас-баритон Еміль Скар, одночасно виконував в опері партію Гурнеманца. Диригентом залишився Леві.
По завершенні фестивалю Козіма отримала довгий анонімний лист, в якому критично оцінювалися численні відступи від волі покійного композитора в організації фестивалю. На думку Марека, цей лист став подією, яка визначила місію її життя: підтримку спадщини Вагнера в первозданному вигляді. За допомогою Гросса Козіма домоглася визнання себе і Зігфріда єдиними законними спадкоємцями Вагнера і як наслідок повноважень проводити фестиваль.
У 1885 році Козіма оголосила, що фестиваль 1886 року відбудеться під її керівництвом. Вона зайняла пост керівника на наступні 22 роки, до 1907 року. За цей час пройшло 13 фестивалів, а репертуар поповнили інші твори Вагнера, які завершили формування так званого Байройтського канону, що складається з десяти вагнерівських шедеврів. До 1894 року на фестивалі працював тріумвірат диригентів: Леві, Ріхтер та Фелікс Мотль. У 1894 році Леві пішов, і решту епохи Козіми управління фестивалем покладалося на Мотля і Ріхтера, до яких приєднувалися деякі інші провідні диригенти того часу. Неодноразово отримував запрошення фон Бюлов, але кожен раз відмовлявся. Козіма відкидала колись висловлене Ніцще і поширене серед деяких фанатичних прихильників Вагнера думку, ніби його музикою можуть диригувати тільки німці. Під її керівництвом фестиваль придбав стійку фінансову опору і перетворився в прибуткове підприємство, яке принесло багатство сімейству Вагнерів.

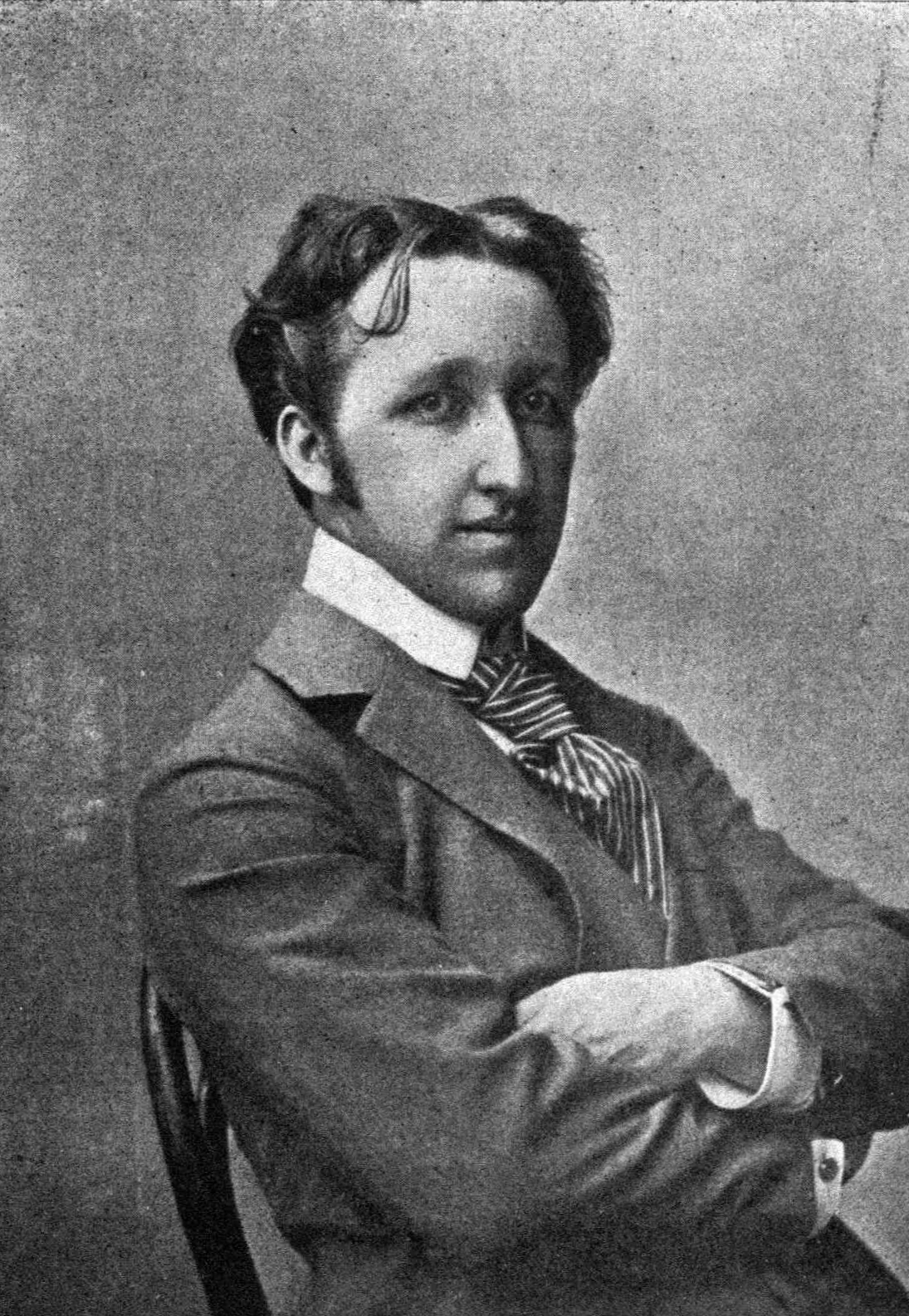
Зіґфрід Вагнер, син Козіми, що успадкував її на посаді директора, в 1896 році дебютував як диригент

Хоча Фредерік Споттс вважає, що Козімі були притаманні творче начало, яке вона приховувала, в житті вона завжди слідувала заповітам покійного чоловіка і прагнула втілити його бажання: «Нам не потрібно щось створювати, але тільки вдосконалювати в деталях». Бернард Шоу в 1889 році уїдливо відзивався про Козіму як про «головного літописця» і жалкував про те, що виконання творів Вагнера зводилося до рабського копіювання прижиттєвих постановок. Через десять років Шоу називав відмінною рисою «байройтського стилю» «нестерпно старомодні пози і жести, характерні наполовину для ораторів, наполовину для історичних картин», і спів, «іноді стерпне, іноді огидне». За словами Споттса, Козіма довела вимогу чіткості вимови до «фетіша», і як наслідок на фестивалі домінувала неприємна манера виконання, що мала риси декламації і презирливо йменувалася критиками як «байройтське гавкіт».
На своєму першому фестивалі в 1886 році Козіма включила в канон «Трістана та Ізольду». Хід фестивалю не був перерваний навіть на час смерті Ференца Ліста, який захворів після відвідин «Трістана та Ізольди» і помер кілька днів пізніше. Козіма керувала приготуваннями до похорону і службою, але відмовилася присвятити концерт його пам'яті або іншим чином публічно вшанувати пам'ять батька. За словами учня Ліста Фелікса Вейнгартнера, «смерть Ліста не була настільки важливою подією, щоб хоча б на мить затьмарити Фестиваль».
«Парсіфаль» давався на всіх фестивалях, що проходили під керівництвом Козіми, за винятком фестивалю 1896 року, повністю присвяченого «Персню Нібелунгів». У 1888 році були додані «Нюрнберзькі мейстерзінгери», в 1891 році — «Тангейзер», в 1894 році — «Лоенгрін», і в 1901 році — «Летючий голландець» . У 1894 році пішов у відставку Леві, який всі ці роки працював в антисемітській обстановці. У 1896 році в Байройті вперше диригував Зіґфрід; він залишався одним з постійних диригентів фестивалю до відходу від справ Козіми. Як і її чоловік, Козіма віддавала інтересам Байройта пріоритет перед її власними антисемітськими поглядами, і Леві, до якого вона відчувала повагу як до музиканта, довго залишався диригентом Байройта. У 1897 році, коли на пост директора Віденської опери претендував Густав Малер, єврей, який перейшов в католицтво, Козіма намагалася — невдало — використовувати весь свій вплив, щоб запобігти призначенню. У той же час вона розуміла, що Малер як диригент був одним з видатних інтерпретаторів Вагнера свого часу, і на її прохання в 1894 році Малер готував до ролі Парсіфаля тенора Віллі Бірренковена.
Козіма доклала чимало зусиль для того, щоб Байройт залишався єдиним місцем постановки «Парсіфаля». Людвіг визнавав це право; після його смерті в 1886 році на чолі держави став Луїтпольда Баварський як регент при душевнохворому королі Отто I (брат Людвіга), і в цей період були зроблені спроби оскаржити привілей, але Козіма за допомогою Гросса відстояла його. У 1901 році Козіма намагалася пролобіювати в Рейхстазі законодавчу ініціативу про збільшення терміну захисту авторських прав з тридцяти років після смерті автора до п'ятдесяти (захист прав на твори Вагнера закінчувався в 1913 році) й отримала запевнення в підтримці від кайзера Вільгельма II, проте її зусилля не привели до бажаного результату. Більш того, в 1903 році театр Метрополітен-опера в Нью-Йорку оголосив про плани поставити «Парсіфаля», яким не могло перешкодити законодавство, так як між США і Німеччиною не було угоди про охорону авторських прав. Козіма прагнула перешкодити постановці, але 24 грудня 1903 року з успіхом пройшла прем'єра «Парсіфаля» в Нью-Йорку, за якою послідувало ще десять вистав. Козіма вважала нью-йоркську постановку «зґвалтуванням» і до кінця життя зберігала ненависть до Метрополітен-опер.
До початку нового століття три дочки Козіми вступили в шлюб. Бландіні з графом Бьяджо Гравіном в останні дні фестивалю 1882 року, Даніела — з істориком мистецтва Генрі Тоді в 1886 році, а Ізольда, перша дочка від Ріхарда — в 1900 році з диригентом Францом Бейдлером. Молодша дочка Єва відхиляла численні пропозиції про шлюб і залишилася помічницею і секретаркою матері, поки та залишалася керівницею фестивалю.
8 грудня 1906 року під час візиту до князя Германа Гогенлое-Лангенбурзького Козіма перенесла синдром Морганьї — Адамса — Стокса . До травня 1907 року стало зрозуміло, що погіршення здоров'я не дозволяє Козімі продовжувати керувати в Байройті, й пост директора перейшов до Зіґфріда, якого Козіма давно готувала на роль спадкоємця. Це викликало заперечення Бейдлера, який теж претендував на пост, посилаючись на більший диригентський досвід і на те, що він і Ізольда в 1901 році подарували Козімі її єдиного онука. Суперечка вилилася в багаторічну сімейну ворожнечу.

## Останні роки

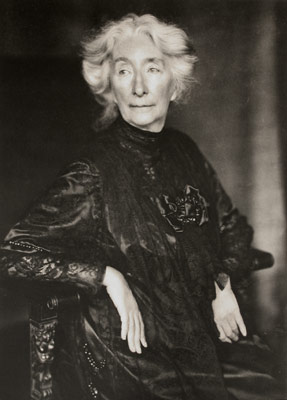
Козіма Вагнер в 1905 році

Козіма облаштувалася у відокремлених кімнатах в задній частині Ванфрід і перестала відвідувати фестиваль. Перший час Зігфрід обговорював з нею постановки. Надалі він дотримувався лінії своєї матері, відтворюючи постановки опер в первозданному вигляді.
У грудні 1908 року Єва, якій був уже 41 рік, одружилася з Г'юстоном Чемберленом, британським істориком, який став фанатичним прихильником ідей німецького націоналізму і додав до нього власні расові теорії. Він захоплювався творчістю Вагнера, з 1888 року був знайомий з Козімою, а до одруження з Євою залицявся спочатку до Бландіни, потім до Ізольди. Теорії Чемберлена виявилися близькі Козімі. Він став грати важливу роль у колі Вагнерів і вплинув на подальше відчуження Бейдлерів. Чемберлен і Єва навіть приховували від Козіми листи Ізольди. У 1913 році Ізольда програла в суді спір з приводу прав на спадкування майна Вагнерів, після чого назавжди обірвала контакти з Козімою. Вона померла через 6 років. У 1915 році Зіґфрід Вагнер одружився з 18-річною Вініфред Вільямс, прийомний батько якої Карл Клінворт був дружній з Ріхардом Вагнером і Лістом. 5 січня 1917 року народився їхній первісток, і Козіма на честь цієї події на фортепіано свого чоловіка виконала уривки з «Зігфрід-ідилії».
Початок Першої світової війни став причиною дострокового закінчення фестивалю у 1914 році. Війна, революція і розруха не дозволили провести фестиваль і у наступні 9 років. У 1923 році Ванфрід вперше відвідав Адольф Гітлер, який розпочинав свою політичну кар'єру і обожнював музику Вагнера. Він не був прийнятий Козімою, але подружився з іншими членами сім'ї і згодом часто відвідував їх. Чемберлен і Вініфред Вагнер вступили в НСДАП. Перший після перерви фестиваль 1924 року став одночасно трибуною для нацистів. Козіма вперше за довгий час відвідала фестиваль: вона була присутня на костюмних репетиціях «Парсіфаля» і на першому акті концерту відкриття .
У 1927 році до 90-річного ювілею Козіми в її честь була названа вулиця в Байройті. Сама вона про це вже не знала: її здоров'я на той час значно погіршилося, і сім'я не повідомляла Козімі про святкування. В останні роки вона була прикута до ліжка, осліпла і рідко перебувала в повній свідомості. Козімо померла 1 квітня 1930 року в 92-річному віці. Прощання відбулося у Ванфрід, після цього тіло було перевезено в Кобург і піддано кремації. У 1977 році урна з прахом Козіми була перепоховали у Ванфріді поруч з її чоловіком.

## Спадщина і оцінки

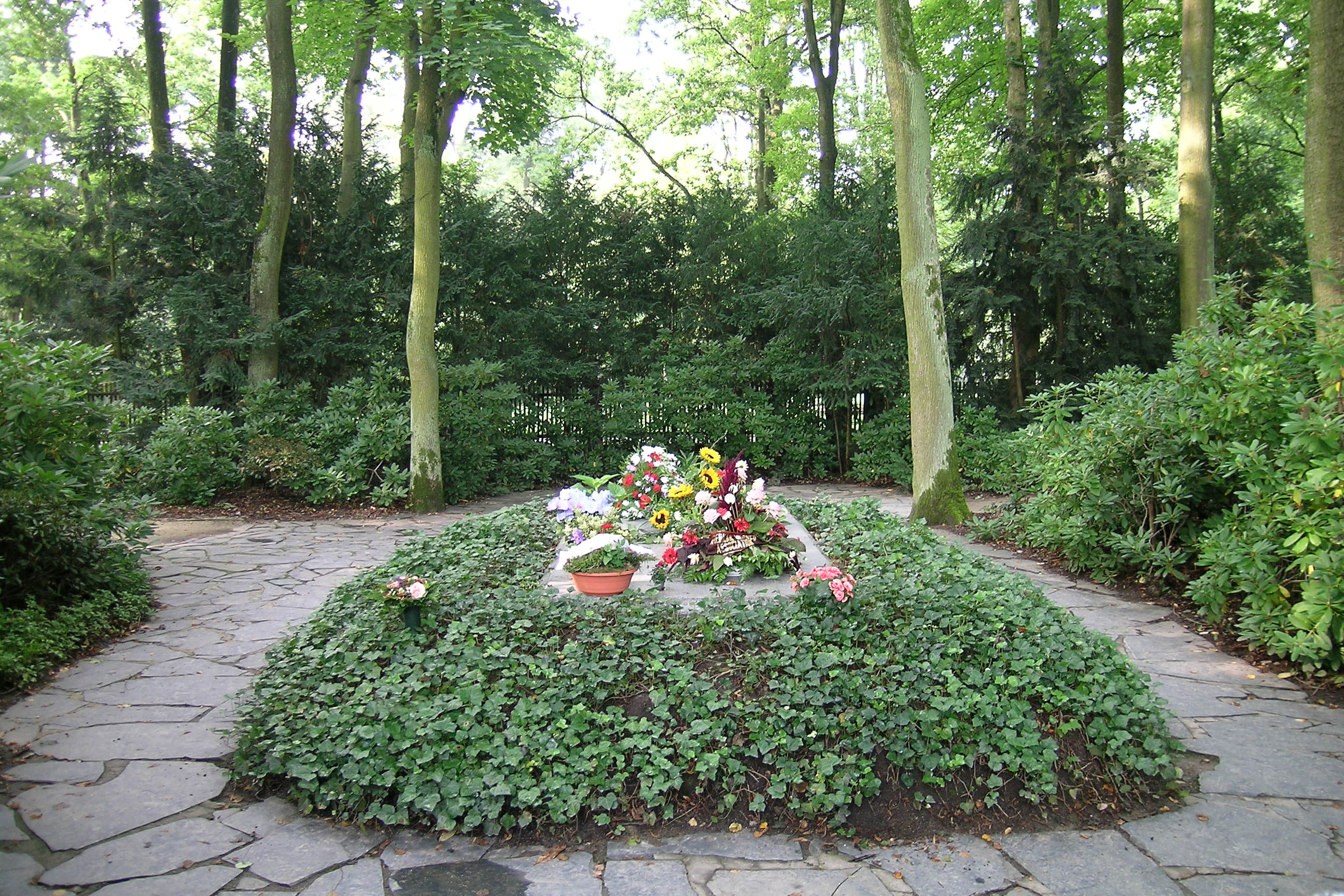
Могила Вагнера в саду Ванфрід, де в 1977 році була перепоховали і урна з прахом Козіми

Сенсом існування Козіми Вагнер було самовіддане служіння чоловікові і його шедеврам. На думку музичного критика Еріка Зальцмана, вона «присвятила Майстру свою душу і тіло». За життя Ріхарда вона зберігала у своєму щоденнику кожен його крок і кожну думку. Після його смерті вона залишила щоденник і виконувала свою місію, увіковічуючи його спадщину за допомогою Байройтського фестивалю. Вона зробила фестиваль не тільки культурною подією, а й успішним комерційним проєктом.
Хоча всі визнають, що Козіма була успішною «берегинею вогнища», її крайній консерватизм нещадно критикується. Її підхід, який базувався на необхідності суворо дотримуватися початкового вагнерівського задуму, був подоланий лише після Другої світової війни, коли на чолі фестивалю встало нове покоління керівників. Гілмс порівнював Козіму Вагнер з настоятелькою монастиря.
За словами критика Філіпа Геншера: «під керівництвом її огидного зятя і теоретика-расиста … Козіма намагалася перетворити Байройт у центр культу німецької нації». Далі він робить висновок, що «до моменту її смерті репутація Вагнера виявилася у центрі жахливої політичної гри: старомодні постановки його творів давалися перед натовпом коричневосорочечників». Тісний зв'язок Байройтського фестивалю з Гітлером і нацистами в 1930-х роках вже був результатом діяльності Вініфред, відомої симпатіями до Гітлера, а не Козіми, хоча Геншер вважає, що «Козіма винна в цьому більше будь-кого іншого».
Марек на завершення свого біографічного оповідання зазначає, що Козіма була не тільки вартовим спадщини композитора, але і його музою: «Без неї не було б ні „Зігфрід-ідилії“, ні Байройту, ні „Парсіфаля“». Геншер робить висновок: «Вагнер був генієм, але огидною людиною. Козіма була тільки огидною людиною».
Іменем Козіми Вагнер названий астероїд, відкритий у 1907 році.